# Something in the Way
"Something in the Way" is een nummer van de Amerikaanse band Nirvana. Het nummer verscheen als de twaalfde track op hun album Nevermind uit 1991.

## Achtergrond
"Something in the Way" is geschreven door zanger en gitarist Kurt Cobain en geproduceerd door Butch Vig. Cobain schreef het in 1990, waarbij het oorspronkelijk een steviger geluid had. Het nummer zou gaan over een periode tijdens zijn jeugd waarin hij dakloos was en onder een brug in zijn woonplaats Aberdeen sliep. Volgens Cobain was het niet volledig autobiografisch; de tekst zou "zijn alsof ik onder de brug woonde en aan AIDS leed, alsof ik ziek was en ik niet kon bewegen en ik een persoon van de straat was. Dat was de fantasie." Cobain nam een demoversie van het nummer op waarin het een medley vormde met "You Can't Change Me" en "Burn My Bitches", twee niet-afgemaakte nummers die pas in 2015 het levenslicht zagen. Op 25 november 1990 speelde Nirvana het voor het eerst tijdens een concert.
In mei 1991, toen Nirvana werkte aan het album Nevermind, speelde Cobain "Something in the Way" op een akoestische gitaar zodat Vig kon horen hoe het moest klinken. Vig vond deze versie beter, waarop de band het in een rustiger arrangement opnam. Deze versie kwam uiteindelijk op het album terecht, waarop het nummer een lengte van twintig minuten had - na tien minuten stilte begon de hidden track "Endless, Nameless". Tijdens optredens werd het nummer wel in de stevigere versie gespeeld; een live-opname van deze versie verscheen in 2011 op de heruitgave ter gelegenheid van de twintigste verjaardag van Nevermind. In 1993 was het onderdeel van de setlijst van de band tijdens hun optreden voor MTV Unplugged. Deze versie verscheen in 1994 op het album MTV Unplugged in New York, dat enkele maanden na de zelfmoord van Cobain werd uitgebracht.
Hoewel "Something in the Way" nooit als single werd uitgebracht, werd het altijd gezien als een van de beste nummers van Nirvana. Het tijdschrift Rolling Stone zette het op de vijfde plaats van beste nummers van de band, terwijl The Guardian het op de twaalfde plaats zette. In augustus 2020 kwam het nummer opnieuw onder de aandacht nadat een remix werd gebruikt in de trailer voor de film The Batman. Het nummer is ook tweemaal in de film zelf te horen toen deze in maart 2022 in première ging. Terwijl de film in de bioscoop te zien was, werd "Something in the Way" veel meer gedownload en gestreamd dan hiervoor. Om deze redenen behaalde het ook wereldwijd een aantal hitlijsten; zo kwam het in de Amerikaanse Billboard Hot 100 tot plaats 46 en in de Britse UK Singles Chart tot plaats 76. In Nederland stond het nummer aan het eind van het jaar voor het eerst in de NPO Radio 2 Top 2000.

## NPO Radio 2 Top 2000
| Nummer met noteringen in de NPO Radio 2 Top 2000 | '22  | '23  | '24  |
| ------------------------------------------------ | ---- | ---- | ---- |
| Something in the Way                             | 1354 | 1703 | 1424 |

1. ↑  Een vetgedrukt getal geeft de hoogste notering aan.
2. ↑  2022 was het eerste jaar met een notering voor dit nummer.